# 斯穆斯·麦克格鲁夫
斯穆斯·麦克格鲁夫（英語：Smooth McGroove）是美國YouTuber歌手，擅長以一人無伴奏合唱的方式翻唱經典遊戲音樂而聞名。

## 生平
自2013年開始在YouTube上傳一系列的遊戲音樂翻唱影片，例如快打旋風系列、洛克人系列、逆轉裁判系列、惡魔城系列、瑪利歐系列、薩爾達傳說系列、寶可夢系列、星之卡比系列、地球冒險系列、最終幻想系列及音速小子系列等遊戲作品的音樂。

## 外部連結
- YouTube上的斯穆斯·麦克格鲁夫頻道
- 斯穆斯·麦克格鲁夫的X（前Twitter）
- 斯穆斯·麦克格鲁夫的Facebook專頁
- 斯穆斯·麦克格鲁夫的Instagram帳戶